# Zabytki w Kielcach

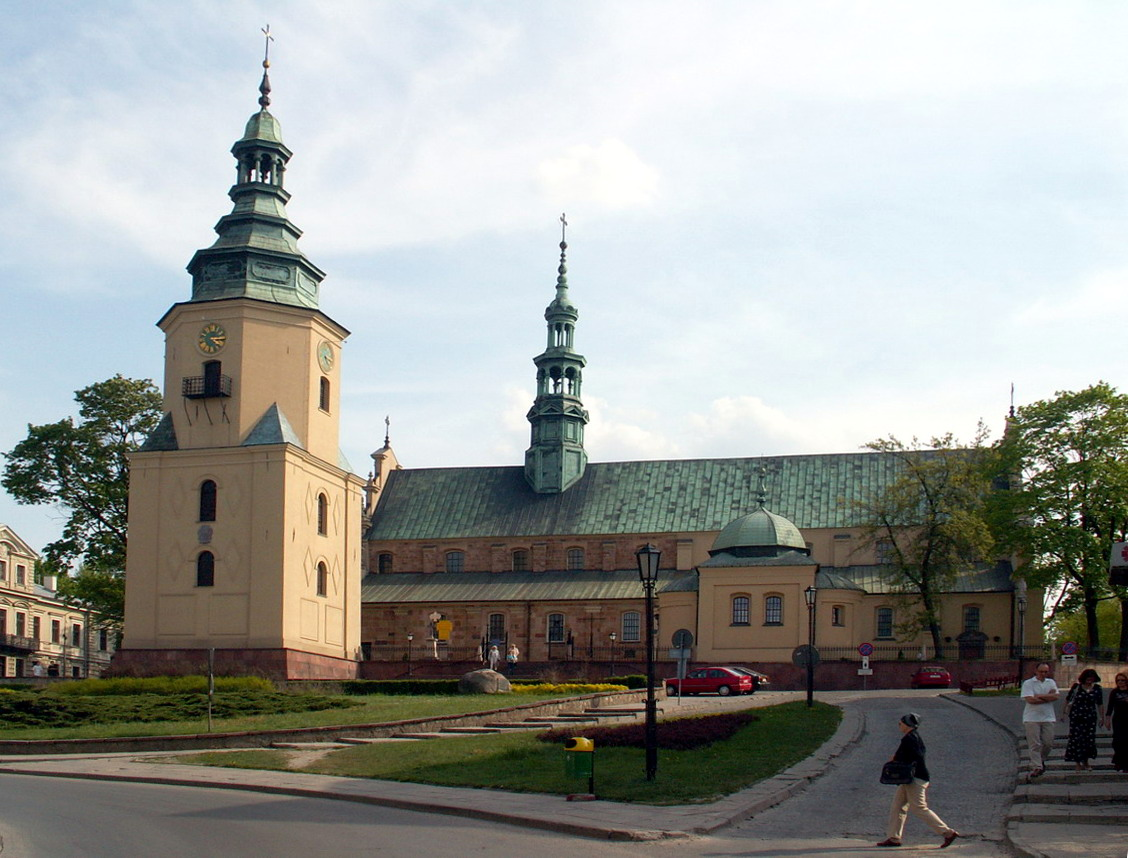
Katedra w Kielcach od strony północnej z dzwonnicą i kaplicą ogrójcową

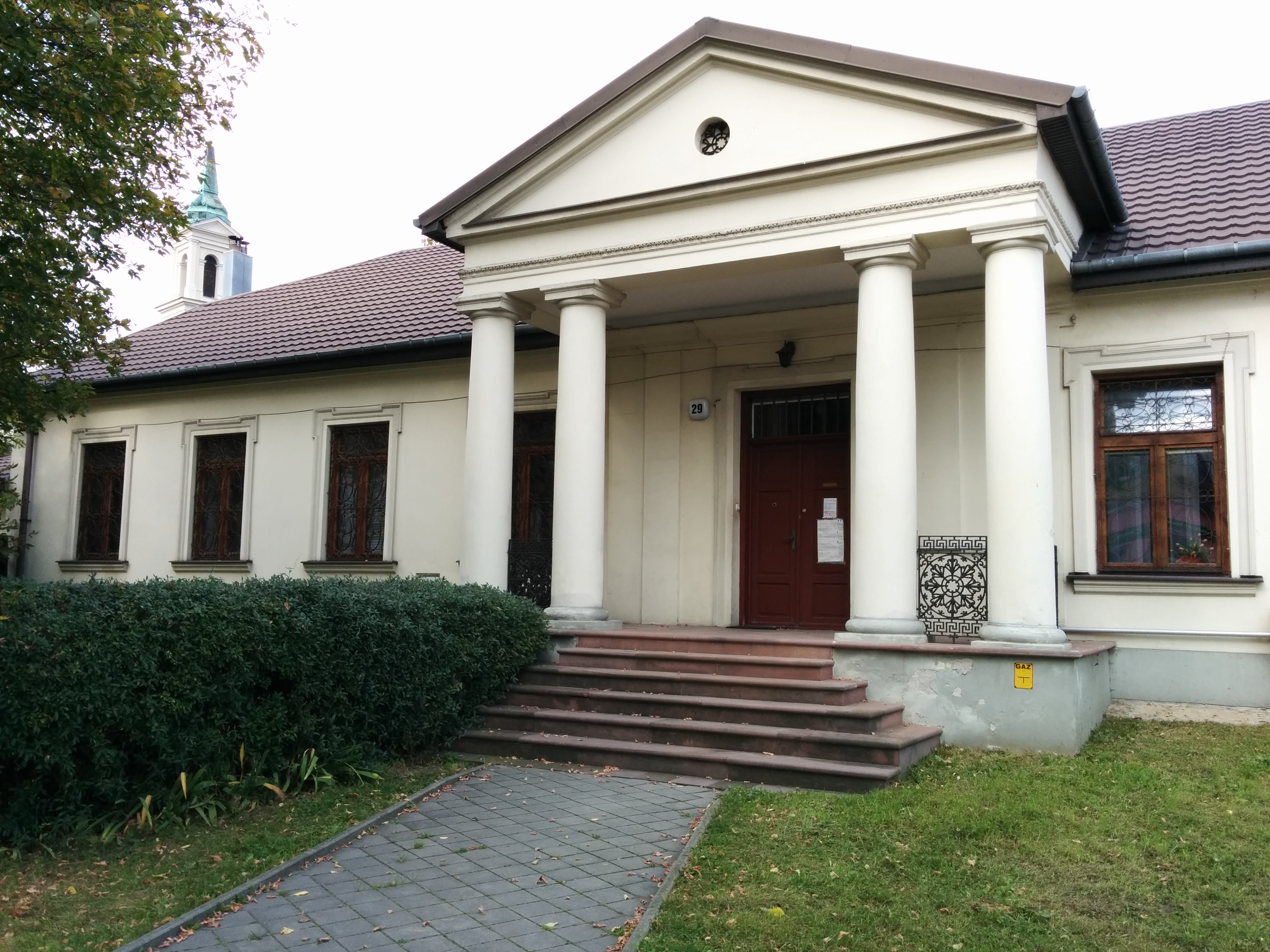
Dworek przy ul. Bodzentyńskiej 29

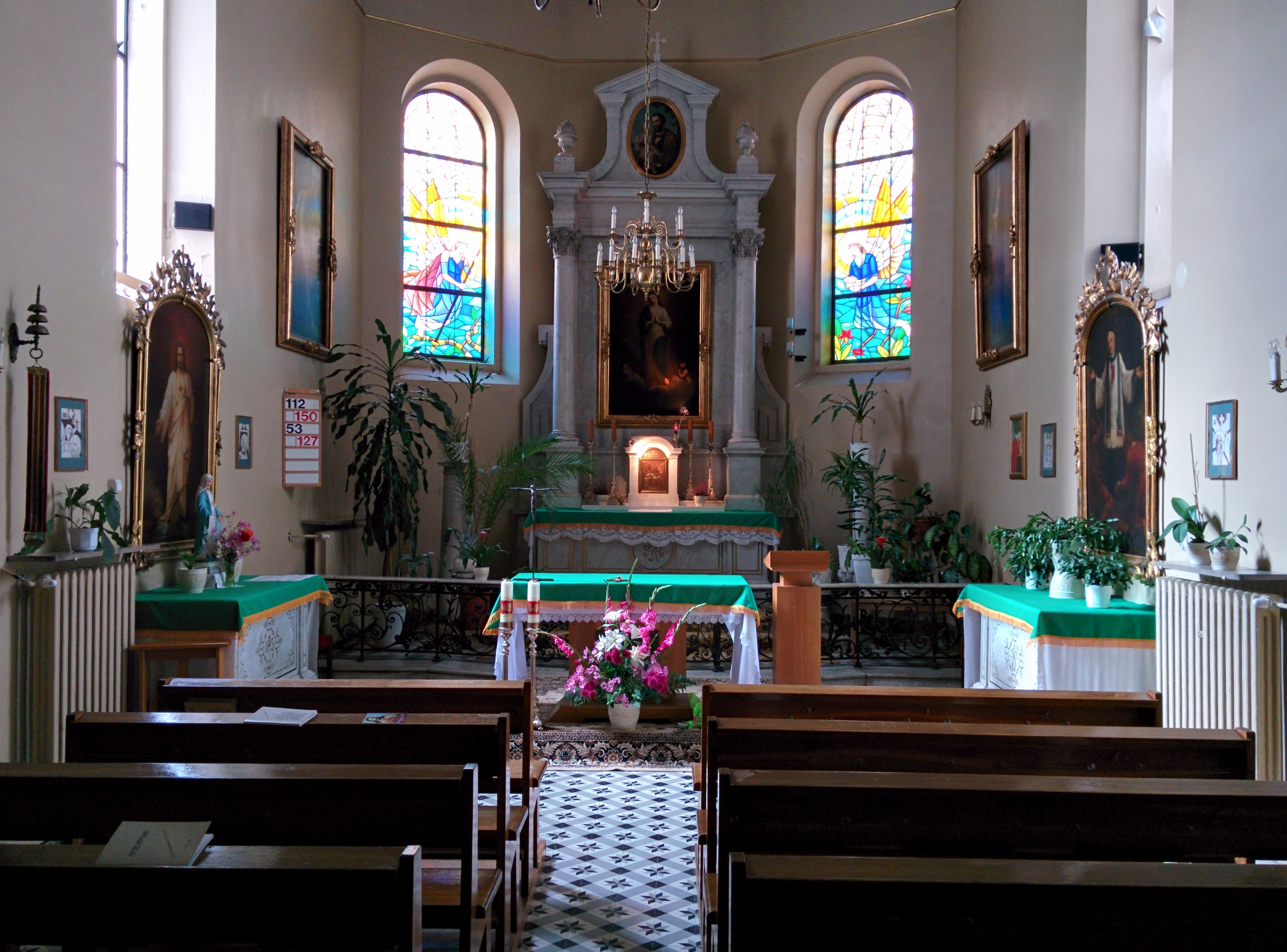
Kaplica szpitalna przy ul. Kościuszki 25 z 1864 r.

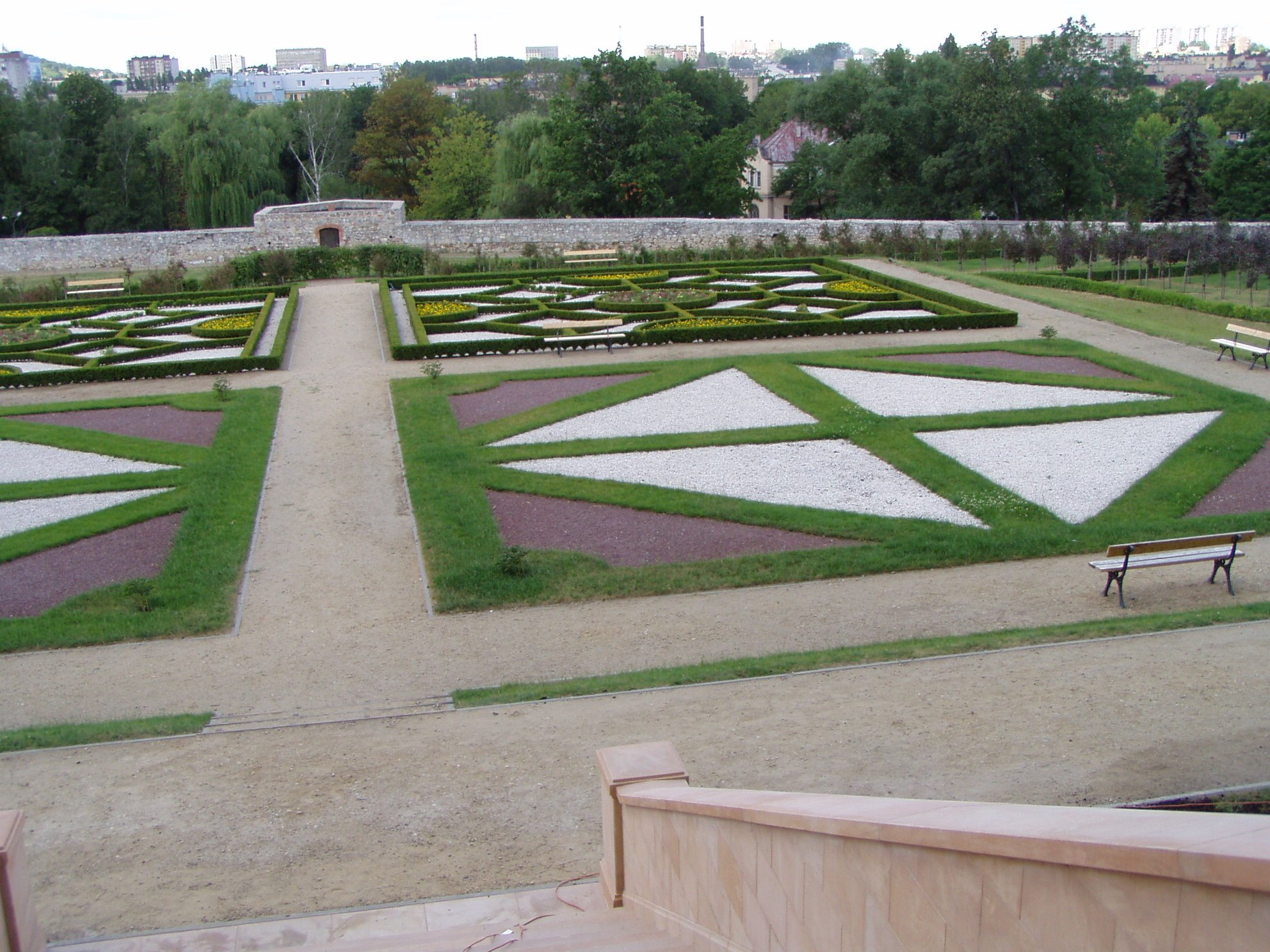
Ogród po zachodniej stronie pałacu biskupów krakowskich

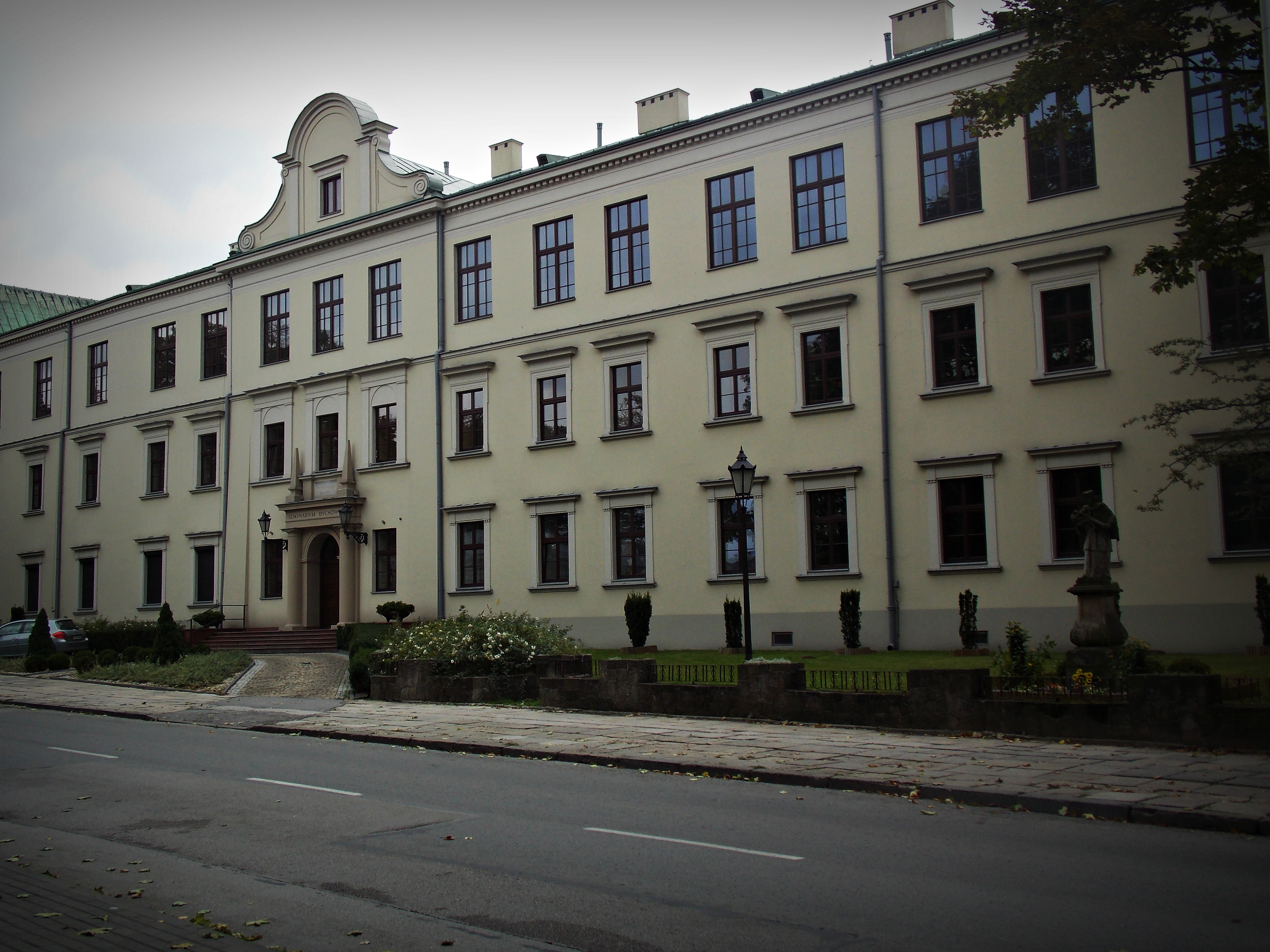
Wyższe Seminarium Duchowne w Kielcach, ul. Jana Pawła II 7

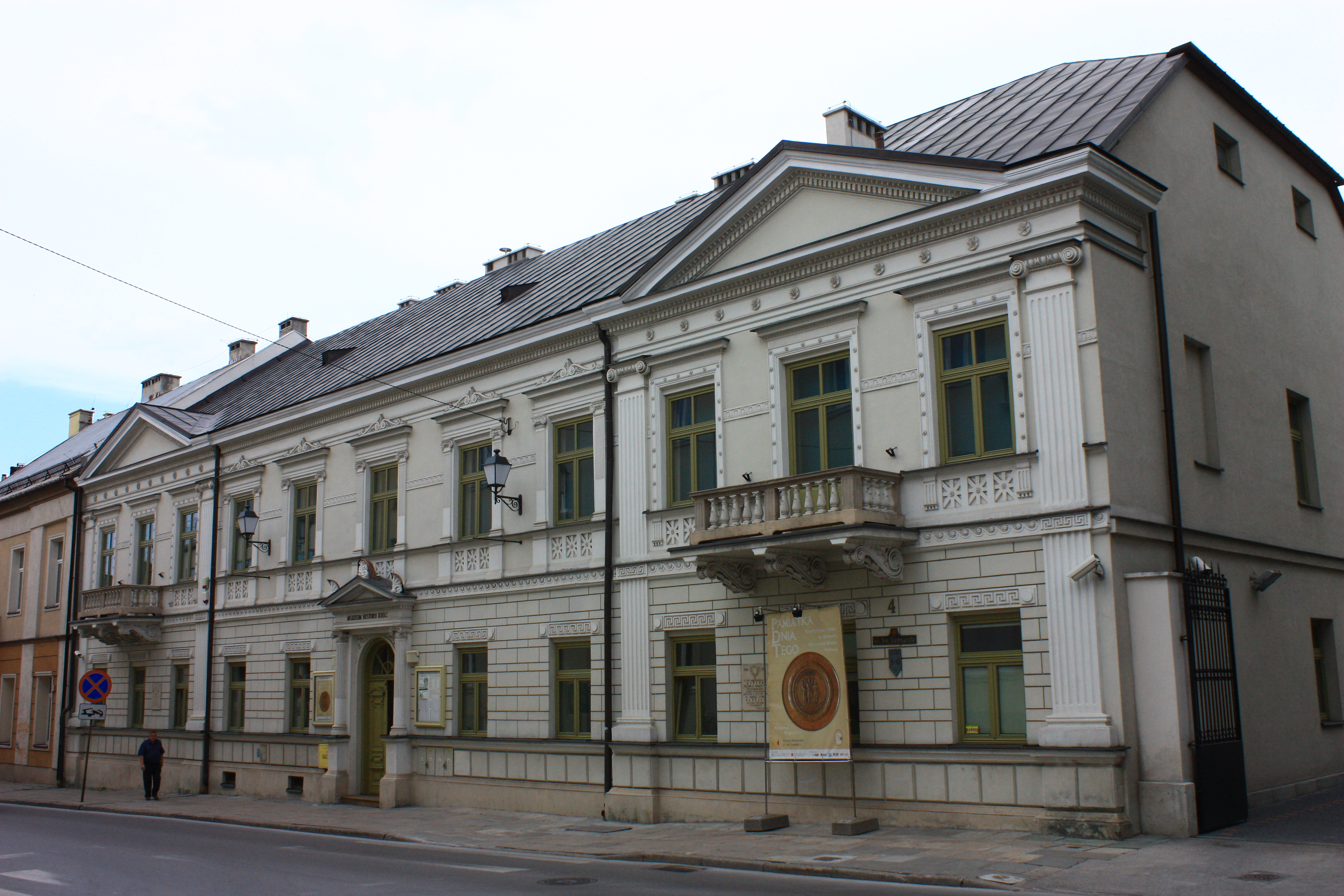
Muzeum Historii Kielc, ul. Leonarda 4

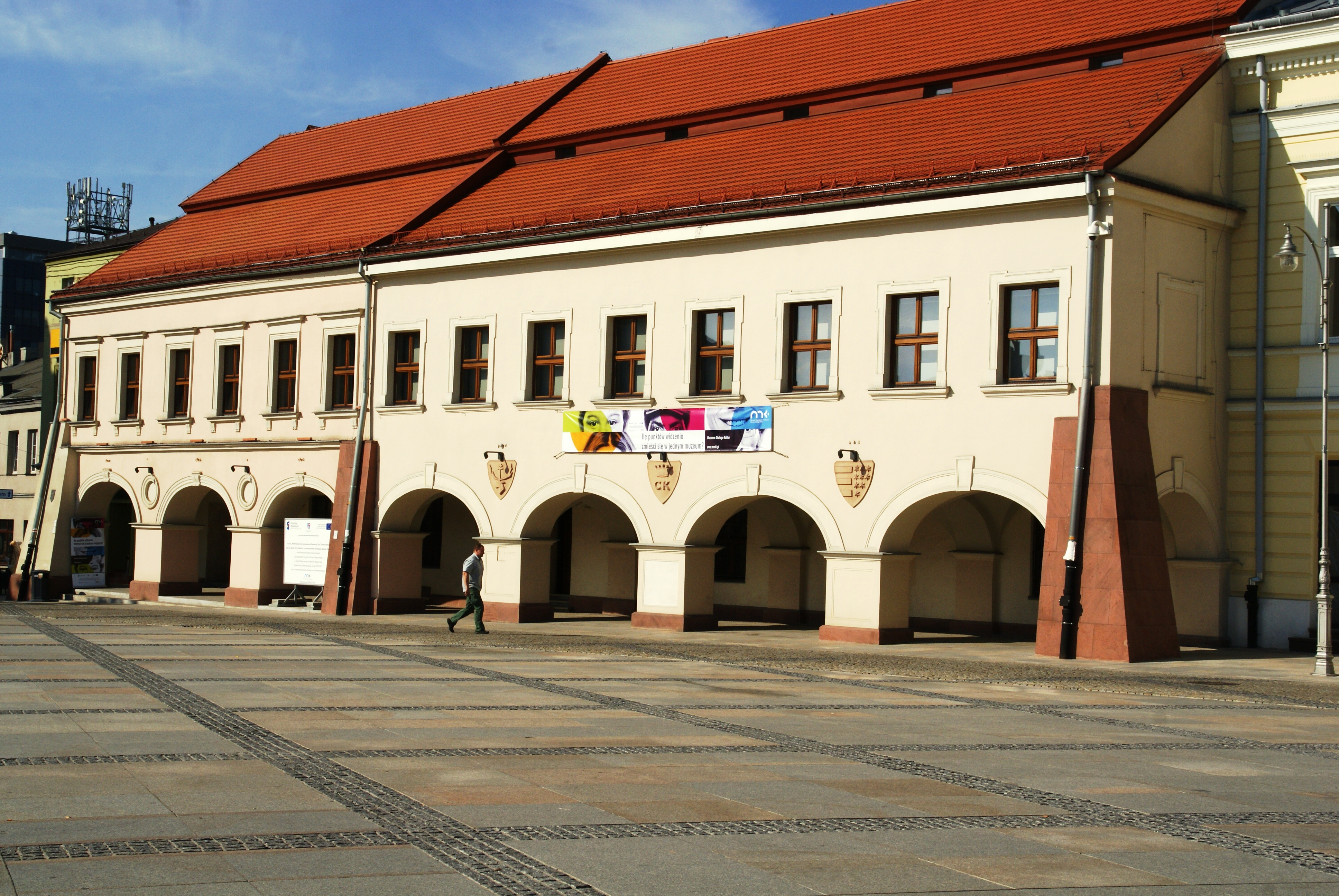
Muzeum Dialogu Kultur, Rynek 3

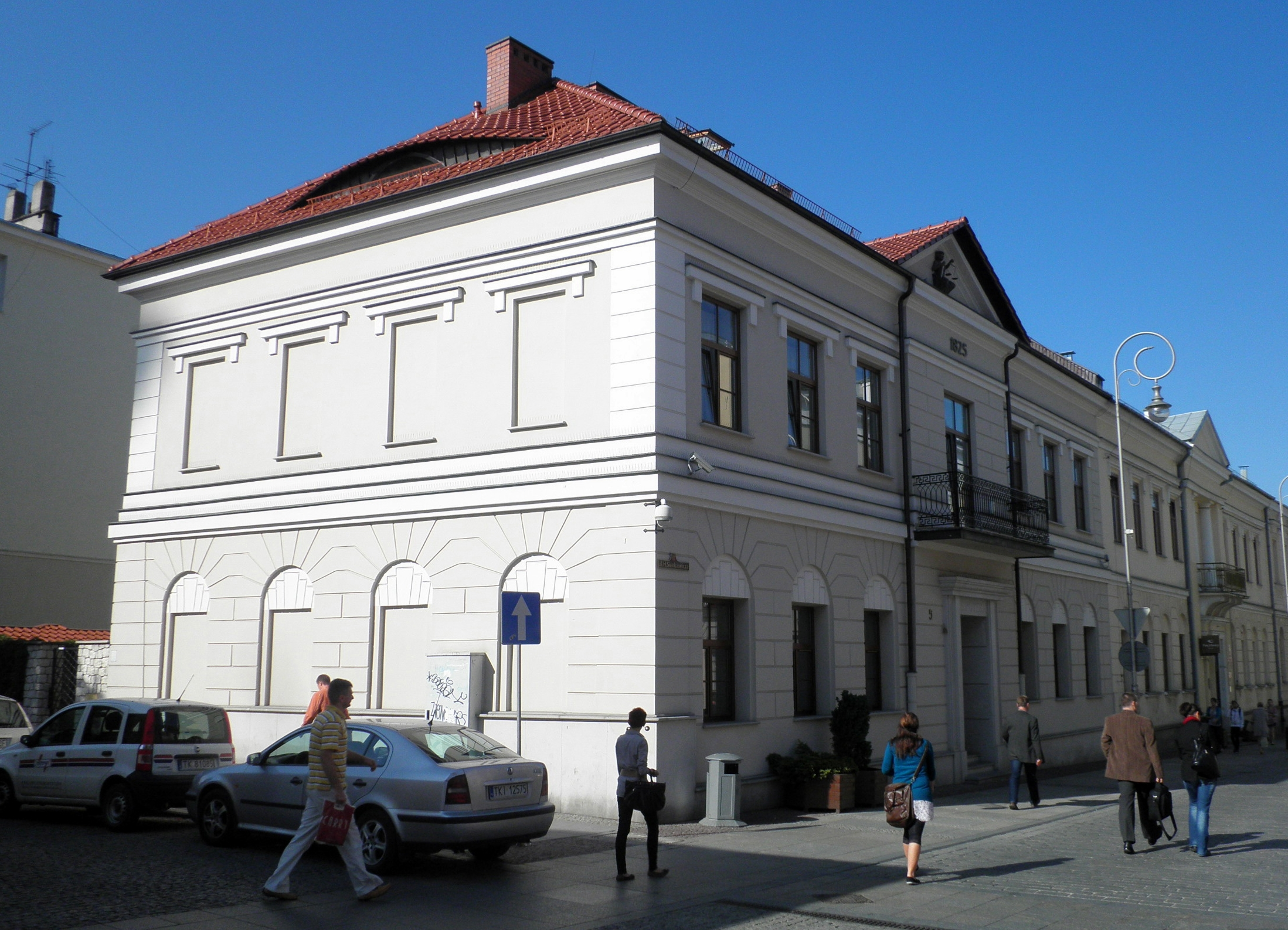
Budynek dawnej hipoteki, ul. Sienkiewicza 5

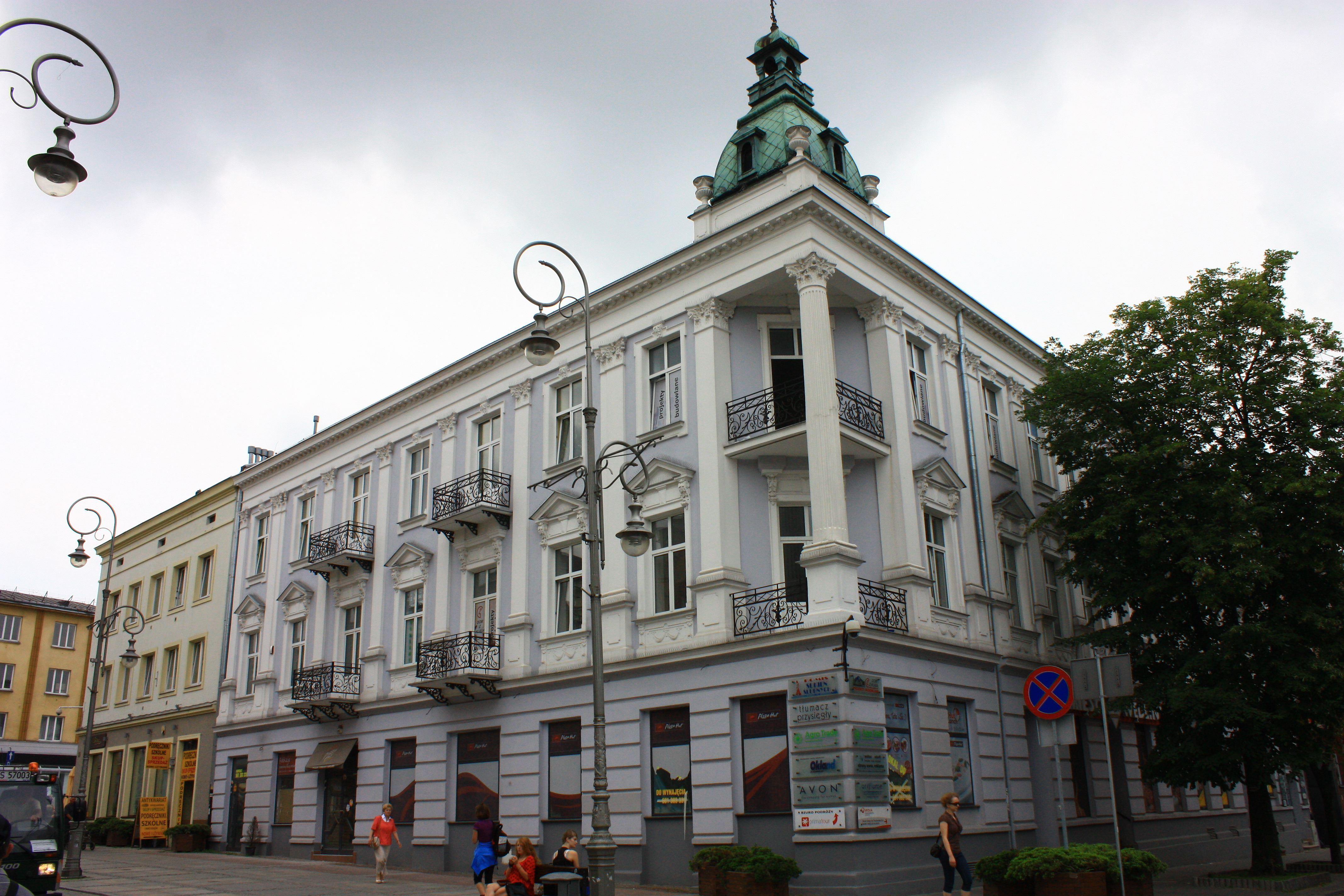
Dawny hotel „Versal”, ul. Sienkiewicza 31

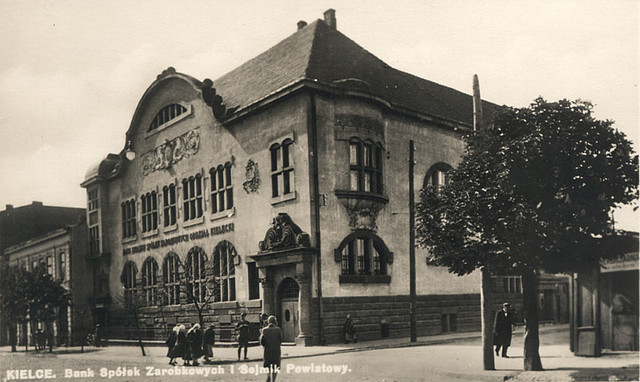
Bank, ul. Sienkiewicza 47

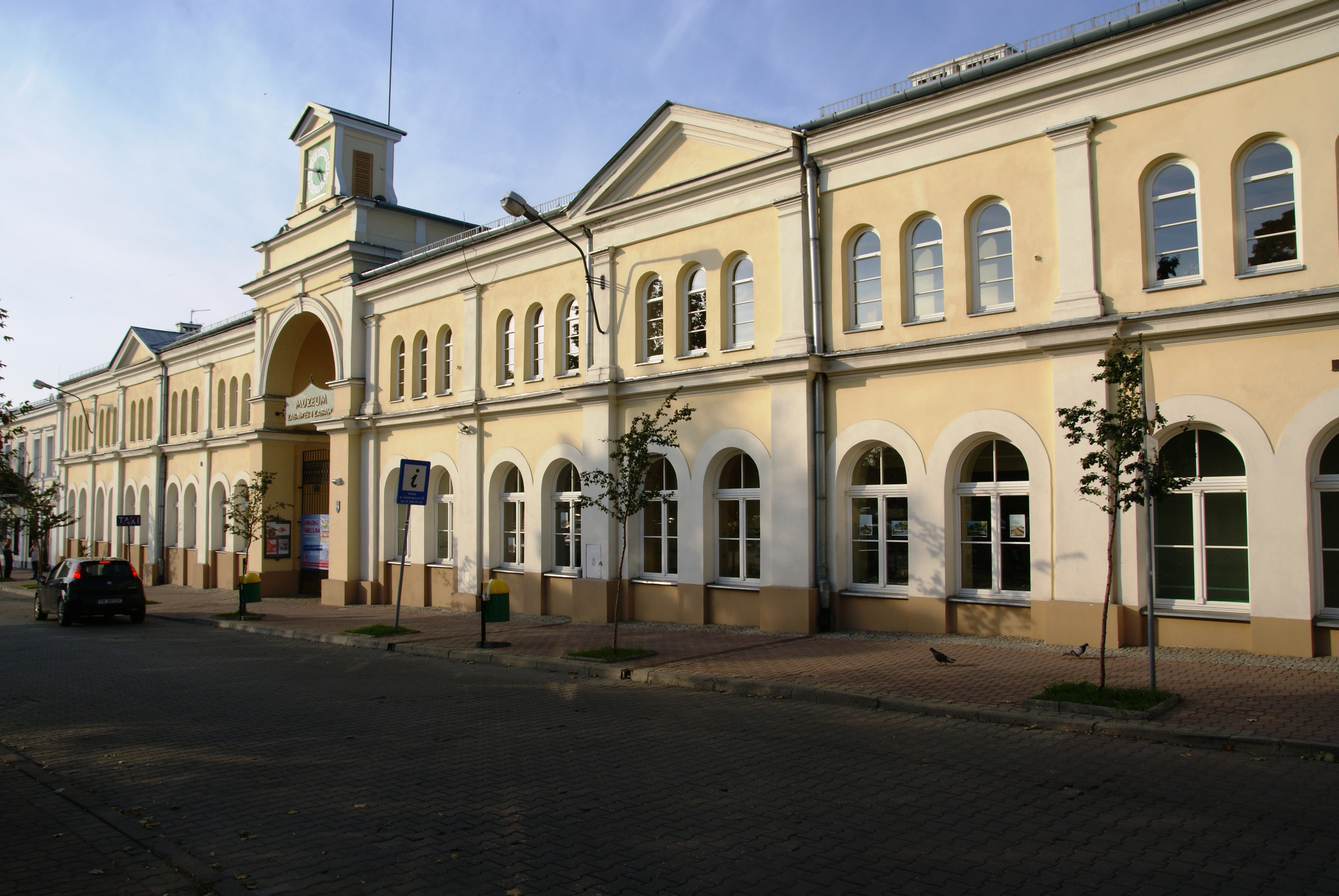
Dawne hale targowe, obecnie Muzeum Zabawek i Zabawy, pl. Wolności 2

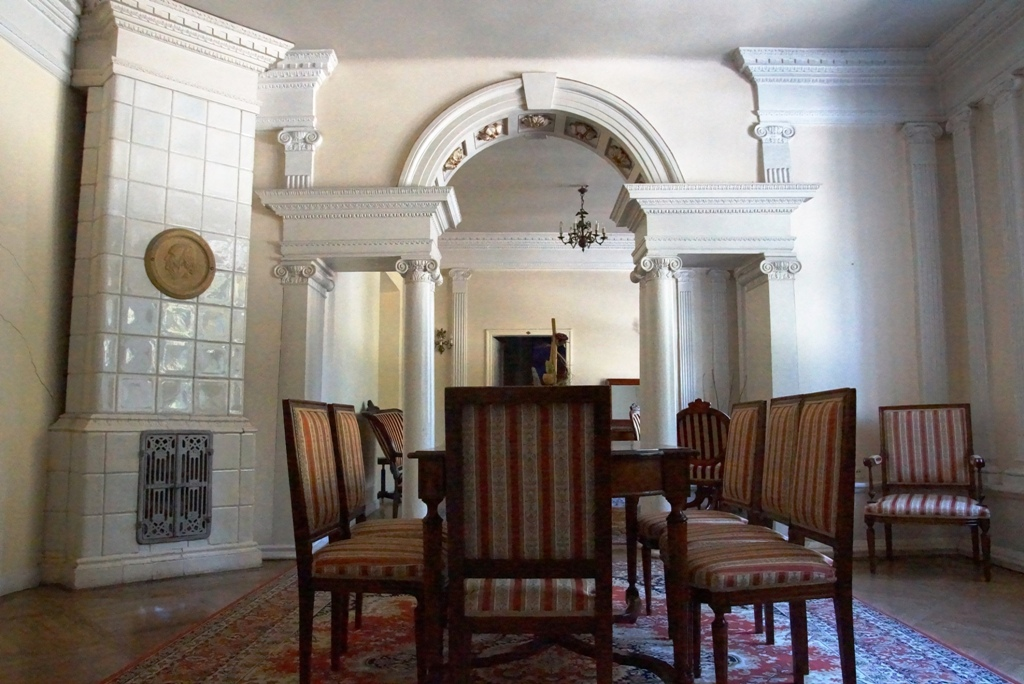
Wnętrze oficyny pałacyku Zielińskiego

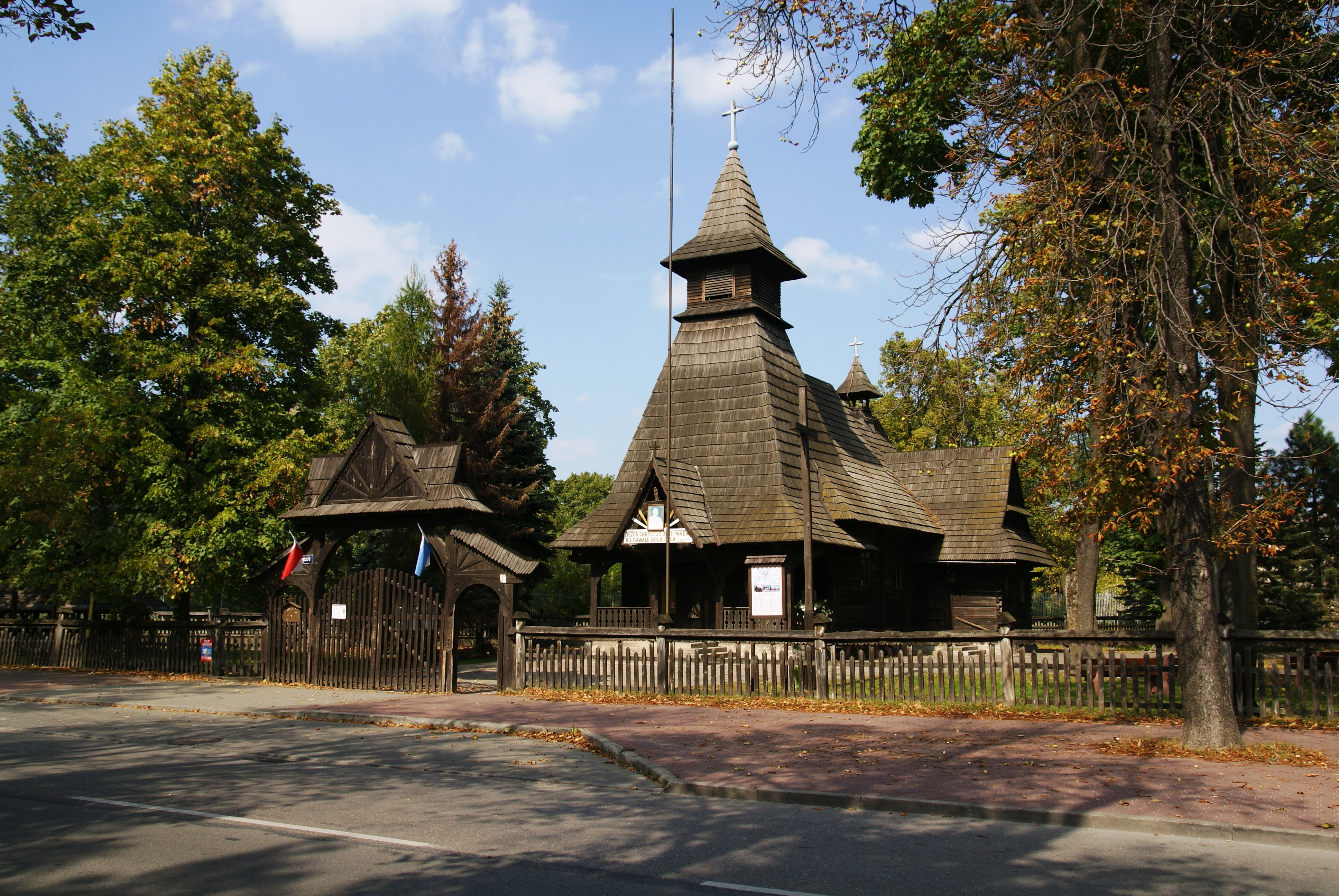
Kościół pw. Przemienienia Pańskiego na Białogonie

Lista zabytków znajdujących się w Kielcach wpisanych do rejestru zabytków nieruchomych:

## Śródmieście
- układ urbanistyczno-krajobrazowy (nr rej.: A.321 z 12.09.1947 i z 14.08.1976),
- zespół katedralny, pl. Wniebowzięcia NMP (nr rej.: A.322/1-3 z 27.06.1932 i z 15.02.1967):
  - bazylika katedralna Wniebowzięcia NMP z XII w., przebudowana w XVI–XVIII w. i latach 1869–1872,
  - kaplica ogrójcowa z 1760 r.,
  - dzwonnica z połowy XVII w., przebudowana w 1727 r.,
- kościół parafialny pw. Świętego Krzyża, ul. 1 Maja 57, wraz z ogrodzeniem od strony ulicy, z lat 1903–1913 (nr rej.: A.323 z 15.07.1976),
- kościół pw. Świętej Trójcy, ul. Jana Pawła II 7, z lat 1640–1647, przebudowany w 1729 r. (nr rej.: A.324 z 15.02.1967)
- zespół kościoła pw. św. Wojciecha, pl. św. Wojciecha (nr rej.: A.325/1-5 z 15.02.1967, z 21.02.1994):
  - kościół parafialny pw. św. Wojciecha z 1763 r., przebudowany w latach 1855–1889,
  - plebania, pl. św. Wojciecha 9, wybudowana po 1870 r., przebudowana w 1978 r.,
  - cmentarz przykościelny i teren przy ul. Bodzentyńskiej - ul. Kościuszki,
  - ogrodzenie z XVIII–XIX w.,
  - dworek, ul. Bodzentyńska 29, z 1853 r. (dec. z 3.12.1956),
- cerkiew prawosławna, obecnie kościół garnizonowy pw. MB Królowej Polski, ul. Chęcińska / ul. Karczówkowska, z 1902 r. (nr rej.: A.326 z 15.07.1976),
- kościół ewangelicko-augsburski Świętej Trójcy, ul. Sienkiewicza 1, z III ćw. XIX w. (nr rej.: A.327 z 15.07.1976),
- synagoga, ul. Warszawska 17, z 1902 r. (nr rej.: A.328 z 14.07.1987),
- żydowski dom modlitwy, ul. Słowackiego 3, z 1921 r. (nr rej.: A.897 z 9.02.2012),
- zespół klasztorny bernardynów na Karczówce (nr rej.: A.403/1-4 z 23.06.1967):
  - kościół parafialny pw. św. Karola Boromeusza z lat 1624–1631,
  - klasztor z lat 1629–1631, przebudowany w XIX w.,
  - zabudowania gospodarcze z I połowy XVIII w.,
  - ogrodzenie z basztami z XVII–XVIII w.,
  - teren niezabudowany na stoku góry (nr rej.: A-1189 z 25.08.1997),
- kaplica szpitalna, ul. Kościuszki 25, z 1864 r. (nr rej.: A.329 z 15.05.1975),
- kapliczka przydrożna, ul. Podklasztorna 46, z 1855 r. (nr rej.: A.330 z 7.01.1991),
- Cmentarz Stary, ul. Ściegiennego, z I połowy XIX w. (nr rej.: A.331 z 30.10.1980),
- cmentarz wojsk polskich z lat 1863–1921, ul. Ściegiennego (nr rej.: A.332 z 5.11.1990),
- cmentarz żydowski, Pakosz Dolny, z 1870 r. (nr rej.: A.333 z 10.01.1991),
- rezerwat geologiczno-przyrodniczy „Kadzielnia” (nr rej.: A.334 z 25.05.1946 i z 15.02.1967),
- park miejski z ogrodzeniem z 1830 r. (nr rej.: A.335 z 17.12.1957 i z 15.02.1972),
- zespół pałacu biskupiego, pl. Zamkowy (nr rej.: A.336/1-4 z 28.01.1965):
  - Pałac Biskupów Krakowskich z lat 1637–1641, ze skrzydłami z lat 1720–1746,
  - baszta prochowa z obwarowaniem z XVII–XVIII w.,
  - ogród z XVII w., zrekonstruowany w 2003 r.,
  - spichlerz, ul. Zamkowa 2 z 1752 r.,
- ul. Duża i ul. Jana Pawła II, zabudowa ulicy z XVIII–XIX w. (nr rej.: A.337 z 14.08.1976),
- dom, ul. Duża 5, z końca XVIII w., przebudowany w XIX w. (nr rej.: A.338 z 25.07.1976),
- kanonia „Tumlin”, ul. Jana Pawła II 1, z 1743 r., przebudowana w XIX w. (nr rej.: A.339 z 6.09.1971),
- dworek, ul. Jana Pawła II 4, z XIX w. (nr rej.: 1024 z 15.11.1980),
- seminarium, później gimnazjum, obecnie Muzeum Stefana Żeromskiego, ul. Jana Pawła II 5, z lat 1724–1726, przebudowane w 1930 r. (nr rej.: A.341 z 6.09.1971),
- budynek seminarium duchownego, ul. Jana Pawła II 7 / ul. Wesoła 60, z lat 1724–1729, przebudowany po 1880 r., rozbudowany w latach 1912–1924 (nr rej.: A-12/1-2 z 21.11.2007),
- dworek Laszczyków z ogrodzeniem, ul. Jana Pawła II 6, 2 poł. XVIII, XIX nr rej.: A.342 z 16.10.1961 i z 23.06.1967
- pałacyk, ul. Jana Pawła II 8, z przełomu XIX/XX w. (nr rej.: A.343 z 24.07.1976),
- budynek dawnego Trybunału Cywilnego, ul. Jana Pawła II 9, z III ćw. XIX w. (nr rej.: A.344 z 24.07.1976),
- pałacyk, ul. Kościuszki 6, z 1880 r. (nr rej.: A.345 z 9.04.1972),
- dom, ul. Kościuszki 8, z początku XX w. (nr rej.: A.346 z 24.07.1976),
- młyn z wyposażeniem, ul. Krakowska 52, z 1934 r. (nr rej.: A- A.347/1-3 z 10.11.1998),
- zabudowa ulicy św. Leonarda z XIX–XX w. (nr rej.: A.348 z 14.08.1976),
- bank z oficyną, ul. św. Leonarda 2, z 1884 r. (nr rej.: A.349 z 15.07.1976),
- dom, obecnie Muzeum Historii Kielc, ul. św. Leonarda 4, z II połowy XIX w. (nr rej.: A.350 z 24.07.1976),
- dom, ul. św. Leonarda 9/11, z 1840 r., przebudowany w 1990 r. (nr rej.: A.351 z 24.07.1976),
- remiza strażacka i stajnie, ul. św. Leonarda 10, z 1873 r. (nr rej.: A.352 z 15.07.1976),
- piwnice i północna część parteru domu, ul. Leśna 7, z XIX w. (nr rej.: A.353 z 15.03.1975),
- dom, ul. Mickiewicza 6, z końca XIX w. (nr rej.: A.354 z 2.08.1976),
- dom, ul. Ogrodowa 3, z końca XIX w., przebudowany w I ćw. XX w. (nr rej.: A.355 z 24.07.1976),
- dom, tzw. psiarnia, ul. Ogrodowa 5, z II połowy XVIII w., przebudowany w XIX w. (nr rej.: A.356 z 3.12.1956 i z 8.05.1971),
- plac Najświętszej Panny Marii z XVIII–XX w. (nr rej.: A.357 z 14.08.1976),
- Dom Gościnny, obecnie „Caritas”, pl. Najświętszej Panny Marii 1, z I połowy XVIII w., przebudowany w II połowie XIX w. (nr rej.: A-8 z 8.03.2007),
- Rynek z wlotami ulic: Piotrkowska, Kozia, Warszawska, Bodzentyńska, Mała, Leśna, z XIV–XX w. (nr rej.: A.358 z 14.08.1976),
- dom, Rynek 3, z 1821 r., przebudowany w XX w. (nr rej.: A.359 z 23.06.1967),
- dom, obecnie Muzeum Dialogu Kultur, Rynek 5, z XVIII w., przebudowany w XIX w. (nr rej.: A.360 z 9.04.1972),
- dom, Rynek 10, z I połowy XIX w. (nr rej.: A.361 z 9.04.1972),
- dom, Rynek 11, z I połowy XIX w. (nr rej.: A.362 z 9.04.1972),
- dom, Rynek 12, z XVIII w. (nr rej.: A.363 z 9.04.1972),
- dom, Rynek 14, z przełomu XVIII/XIX w. (nr rej.: A.364 z 6.09.1971, 761 z 5.05.1972),
- dom, Rynek 15, z I ćw. XIX w. (nr rej.: A-6 z 23.08.2004),
- dom, Rynek 16, z I połowy XIX w. (nr rej.: A.365 z 9.04.1972),
- dom, Rynek 18 / ul. Mała 1, z XVIII w., przebudowany w 1960 r. (nr rej.: A.366 z 9.04.1972),
- sąd, ul. Seminaryjska 12a, z 1953 r. (nr rej.: A.367 z 13.09.1991),
- ul. Sienkiewicza, zabudowa od pl. Moniuszki do ul. Paderewskiego, z XIX–XX w. (nr rej.: A.368 z 14.08.1976),
- dom, ul. Sienkiewicza 2, z początku XX w. (nr rej.: A.369 z 24.07.1976),
- budynek dawnej hipoteki, ul. Sienkiewicza 5, z 1824 r. (nr rej.: A.370 z 6.09.1971),
- poczta, ul. Sienkiewicza 7, z II ćw. XIX w. (nr rej.: A.371 z 6.09.1971),
- dom, ul. Sienkiewicza 9, z początku XX w. (nr rej.: A.372 z 2.08.1976),
- dom, ul. Sienkiewicza 11, z przełomu XIX/XX w. (nr rej.: A.373 z 2.08.1976),
- dom, ul. Sienkiewicza 15, z I połowy XIX w. (nr rej.: A.374 z 24.07.1976),
- hotel „Bristol” z oficyną, ul. Sienkiewicza 21 / ul. Kapitulna, z 1902 r. (nr rej.: A.375 z 30.03.1976),
- dom, ul. Sienkiewicza 30, pocz. XX, nr rej.: A.376 z 25.07.1976
- dawny hotel „Versal”, ul. Sienkiewicza 31, z 1912 r. (nr rej.: A.377 z 19.01.1973),
- dawny hotel „Polski”, obecnie Teatr im. Stefana Żeromskiego, ul. Sienkiewicza 32, z 1870 r. (nr rej.: A.378 z 9.04.1972),
- dom, ul. Sienkiewicza 36 / ul. Leśna 18, z 1898 r. (nr rej.: A.379 z 2.08.1976),
- dom, ul. Sienkiewicza 38, z 1909 r. (nr rej.: A.380 z 2.08.1976),
- dom, ul. Sienkiewicza 40, z 1910 r. (nr rej.: A.381 z 25.07.1976),
- bank, ul. Sienkiewicza 47, z początku XX w. (nr rej.: A.382 z 9.04.1972),
- zespół domu, ul. Słowackiego 16, (dom, budynek gospodarczy, studnia z pompą, ogrodzenie z bramami) z lat 1904–1906 (nr rej.: A.383/1-5 z 25.07.1976 i z 27.01.2003)
- dom, ul. Słowackiego 25, z początku XX w. (nr rej.: A.384 z 2.08.1976),
- dom, ul. Słowackiego 30, z 1910 r. (nr rej.: A.385 z 2.08.1976),
- dom, ul. Słowackiego 32, z 1914 r. (nr rej.: A.386 z 2.08.1976),
- Dom Wychowania Fizycznego i Przysposobienia Obronnego, obecnie Wojewódzki Dom Kultury, wraz ze skwerem przed budynkiem i ogrodzeniem z bramą, ul. Ściegiennego 2, z 1935 r. (nr rej.: A.3/1-5 z 15.07.1976 i z 30.06.2003),
- szkoła handlowa, obecnie II LO im. Jana Śniadeckiego, ul. Śniadeckich 9, z 1907 r. (nr rej.: A.388 z 15.07.1976),
- dom, ul. Śniadeckich 21, z 1906 r. (nr rej.: A.399 z 15.03.1975),
- dom, ul. Warszawska 4, z 1872 r., przebudowany w 1970 r. (nr rej.: A.390 z 15.05.1975),
- zabudowa ul. Wesołej od ul. Sienkiewicza do ul. Seminaryjskiej (nr rej.: A.391 z 14.08.1976),
- dom, ul. Wesoła 25, z 1910 r. (nr rej.: A.392 z 2.08.1976),
- dom, ul. Wesoła 31, z końca XIX w. (nr rej.: A.393 z 18.03.1972),
- dom, ul. Wesoła 41, z przełomu XIX/XX w. (nr rej.: A.394 z 25.07.1972),
- układ przestrzenny i ukształtowanie architektoniczne pl. Wolności wraz z wylotami ulic: Ewangelickiej, Hipotecznej, Mickiewicza, Słowackiego, Śniadeckich i Głowackiego, z II połowy XIX w. (nr rej.: A.395 z 22.03.1968 i z 14.08.1976),
- dom (dawne hale targowe), obecnie Muzeum Zabawek i Zabawy, pl. Wolności 2 / ul. Ewangelicka 2, z 1873 r. (nr rej.: A.396 z 24.07.1976)
- zespół pałacyku Zielińskich, ul. Zamkowa 5 (nr rej.: A.379/1-3 z 3.01.1970):
  - Pałac Tomasza Zielińskiego z 1752 r., przebudowany w latach 1848–1851,
  - oficyna z lat 1848–1856,
  - oranżeria z lat 1851–1856,
  - ogrodzenie, mur z bramą i basztą „Plotkarką” z lat 1850–1856,
  - ogród z XVIII w., przebudowany w 1854 r.,
- dom pisarza prowentowego, ul. Zamkowa 7, z XVIII–XX w. (nr rej.: A-2 z 17.02.1999),
- dom, ul. Żeromskiego 23, z 1909 r. (nr rej.: A.398 z 2.08.1976),
- dom, ul. Żeromskiego 30, z 1900 r. (nr rej.: A.399 z 2.08.1976),
- dom, ul. Żeromskiego 34a, z 1915 r. (nr rej.: A.400 z 15.03.1975).

## Kielce–Białogon
- zespół kościoła parafialnego pw. Przemienienia Pańskiego (drewniane: kościół, dzwonnica i ogrodzenie z bramką), z 1918 r. (nr rej.: A.401/1-3 z 14.04.1993),
- zespół fabryczny dawnych Zakładów Białogońskich wraz z osiedlem przemysłowym (nr rej.: A.402 z 1.12.1956 i z 15.02.1967):
  - hala odlewni z lat 1814–1820,
  - hala odlewni mosiądzu z lat 1814–1820,
  - hala kotlarni i modelarni z lat 1814–1820,
  - dawna szkoła, obecnie sklep, z 1824 r.,
  - domy mieszkalne, ul. Fabryczna 2–4, 14, 16, 18, 20, ul. Pańska 2, 4, 6, z lat 1824–1837.

## Kielce–Bukówka
- zespół dawnych koszar 4. Pułku Piechoty Legionów „Bukówka”, po zachodniej stronie ul. Wojska Polskiego z lat 1925-39 (nr rej.: decyzja z 11.08.2022):
  - budynek koszarowy I, ul. Wojska Polskiego 300, 1925-28
  - łaźnia z pralnią, ul. Wojska Polskiego 300, 1939
  - kuchnia i stołówka, ul. Wojska Polskiego 300, 1930
  - kapliczka, ul. Wojska Polskiego 300, 1936
  - dawne kasyno oficerskie, ul Wojska Polskiego 250, ok. 1936
  - dawny dom dowódcy jednostki, ul. Wojska Polskiego 254, ok. 1936
  - teren z historyczną zabudową i zagospodarowaniem dawnych koszar

## Kielce–Dąbrowa
- drewniana kaplica pw. MB Pocieszenia z połowy XIX w. (nr rej.: A.387 z 16.09.1972).

## Kielce–Zagórze
- drewniana kaplica pw. MB Częstochowskiej, obecnie kościół filialny pw. Wniebowzięcia NMP, z XIX w., rozbudowana w 1985 r. (nr rej.: A.404 z 15.01.1957 i z 28.10.1971).